# هیئت علمی
عضو هیئت علمی، عنوان کلی برای مدرس دانشگاه است که به مراتب اصلی زیر تقسیم می‌شود:
- مربی آموزشیار و مربی (Instructor)
- استادیار (assistant professor)
- دانشیار (associate professor)
- استاد / استاد تمام (professor/full professor)

## تعاریف
مربی، از مراتب علمی دانشگاهی برای اعضای هیئت علمی دانشگاه‌ها و سایر مراکز علمی و پژوهشی است و از نظر بین‌المللی معادل Instructor است. این عنوان به دارندگان مدارک دانشگاهی پایین‌تر از دکتری داده می‌شود.
استادیار، از مراتب علمی دانشگاهی برای اعضای هیئت علمی و معمولاً معادل Assistant Professor در سیستم آمریکایی-کانادایی و در برخی سیستم‌های دیگر Lecturer است. در ایران این مرتبه بالاتر از مرتبهٔ مربی و پایین‌تر از مرتبهٔ دانشیاری است.
دانشیار از مراتب علمی دانشگاهی برای اعضای هیئت‌علمی و معادل Associate Professor است. این مرتبه بالاتر از مرتبهٔ استادیاری و پایین‌تر از استادی است. برای رسیدن به این مرتبه، هیئت‌علمی باید بر اساس آیین‌نامهٔ ارتقای وزارت علوم، تحقیقات و فناوری یا وزارت بهداشت، درمان و آموزش پزشکی، به حداقل امتیاز لازم دست پیدا کند. از فاکتورهای مهم برای رسیدن به مرتبهٔ دانشیاری، امتیاز پژوهشی است که بر اساس تعداد مقاله‌ها، کتاب‌ها و فعالیت‌های تحقیقاتی مشابه ارزیابی می‌شود.
استاد یا پروفسور (به لاتین: Professor) یکی از درجه‌های علمی برای اعضای هیئت علمی دانشگاه‌ها و مراکز تحقیقاتی است که بالاترین درجهٔ علمی در بین مدرسان دانشگاه به‌شمار می‌آید.

## در ایران
در ایران مطابق با سیستم آموزشی دانشگاهی یک استاد در یک نظام ارتقای سلسله‌مراتبی، بالاتر از درجات آموزشیار و مربی (Instructor)، استادیار (Assistant Professor) و دانشیار (Associate Professor) و پایین‌تر از رتبه استاد ممتاز (Academic tenure) قرار می‌گیرد.
در برخی از موارد به کسانی که رتبه استادی را در دانشگاه دارند، استاد تمام (Full Professor) گفته می‌شود.
همچنین اداره دانشگاه عموماً به عهده اعضای هیئت علمی همان دانشگاه است. عضو هیئت علمی وقتی استخدام می‌شود و جایگاه استادیاری را دریافت می‌کند، علاوه بر آموزش باید در بخش‌های پژوهش، اجرایی، فرهنگی و تعامل با دانشجو نیز فعال باشد. در ایران عضو هیئت علمی جدید، برای تبدیل وضعیت از پیمانی به رسمی باید ۸۰٪ امتیازات دانشیاری را کسب کند که از طریق راهنمایی دانشجو، ارائهٔ مقالات علمی و پژوهشی و علمی ترویجی، مقالات کنفرانسی، گرنت‌ها، قراردادهای پژوهشی با بیرون از دانشگاه کسب می‌کند. برای بررسی و تشخیص این نکته که آیا در عضو هیئت علمی جدیدالاستخدام این شایستگی‌ها استمرار دارد یا نه، قانونگذار طی یک پایش چندین ساله موسوم به دورهٔ پیمانی، ضمن تبیین انتظارات خود برای عضو هیئت علمی جدیدالاستخدام، توان آموزشی و اخلاق و بروندادهای پژوهشی وی را به صورت مستمر و سالیانه رصد و ارزیابی می‌کند.
هیئت علمی در ایران به دو دستهٔ هیئت علمی آموزشی و هیئت علمی پژوهشی تقسیم‌بندی می‌شود.
عضو هیئت علمی پژوهشی، به‌صورت موظف تدریس انجام نمی‌دهد و به امور پژوهشیِ صِرف می‌پردازد (در پژوهشگاه‌ها بسیار رایج است).
عضو هیئت علمی آموزشی، علاوه بر امور پژوهشی، موظف است ساعاتی در هفته را (بین ۱۰ تا ۱۶ ساعت، بسته به مرتبهٔ علمی و بعضی معیارهای دیگر) به امور آموزشی بپردازد.
همچنین در ایران اعضای هیئت علمی جدید در سال اول به جای ۱۰ واحد موظف، ۶ واحد موظف داده می‌شود؛ برای این‌که بتوانند طرح درس تهیه و آماده کنند؛ ولی در سال دوم ۸ واحد موظف و در سال سوم ۱۰ واحد موظف باید داشته باشند.